# 湯姆森 (明尼蘇達州)
湯姆森（英語：Thomson）是位於美國明尼蘇達州卡爾頓縣湯姆森鎮區的一個非建制地區。

## 歷史
湯姆森於1870年成立，同年設立郵局，該郵局已於1955年停運。此地得名於加拿大探險家、測量員大衛·湯姆森（David Thompson）。此地於2013年11月5日經投票獲95%支持後併入縣治卡爾頓。

## 地理
湯姆森所處的海拔為高於海平面321米（即1053英呎），而該地所採用的時區為UTC-6，即北美中部時區（CST）。同時該地設有夏令時間，為UTC-6調快一小時，即UTC-5（CDT）。